# Daniel Dancer
Daniel Dancer foi um avarento notório inglês cuja vida foi documentada logo após sua morte.

## Uma "Vida estranha e inexplicável”
Daniel Dancer nasceu em Pinner, então uma área rura mas agora um subúrbio de Harrow, em Londres, em 1716. 
Daniel era o mais velho de quatro filhos e herdou a propriedade da família, oitenta acres de ricos prados e uma fazenda adjacente, quando seu pai morreu em 1736. 
Dancer não manifestara os seus instintos mesquinhos, mas agora, em companhia da sua irmã, que partilhava dos seus gostos e vivia com ele como sua governanta, começou uma vida de maior isolamento e mais rígida parcimónia. Suas terras foram deixadas em pousio para que as despesas com o cultivo pudessem ser evitadas. Fazia apenas uma refeição por dia, consistindo invariavelmente de um pouco de carne assada e um bolinho cozido, cuja quantidade suficiente para durar uma semana era preparada todos os sábados à noite. Suas roupas consistiam principalmente de faixas de feno, que eram enroladas em volta dos pés como botas e em volta do corpo como casaco. Tinha o hábito de comprar uma camisa nova todo ano.  E depois da morte da irmã, em 1766, ele usou uma pouco do legado dela para comprar um par de meias pretas de segunda mão, um gasto incrível para ele. 